# Clubiona scandens
Clubiona scandens är en spindelart som beskrevs av Christa L. Deeleman-Reinhold 200. Clubiona scandens ingår i släktet Clubiona och familjen säckspindlar. Inga underarter finns listade i Catalogue of Life.